# Leutnant
 (juillet 2025).
Si vous disposez d'ouvrages ou d'articles de référence ou si vous connaissez des sites web de qualité traitant du thème abordé ici, merci de compléter l'article en donnant les références utiles à sa vérifiabilité et en les liant à la section « Notes et références ».

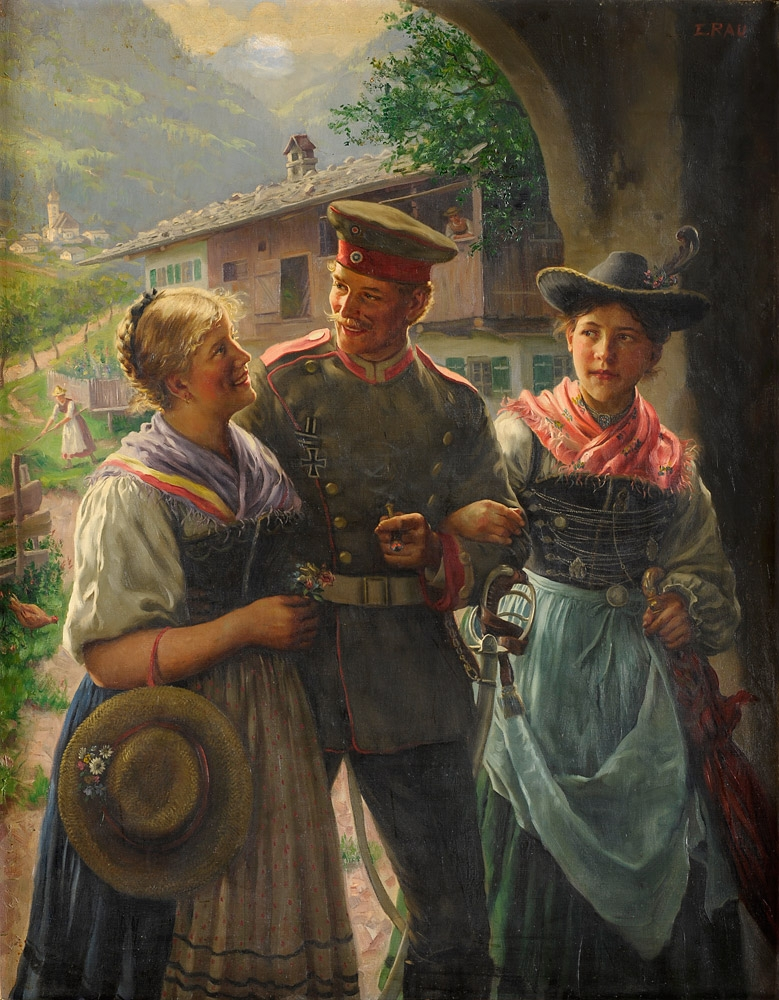
La photo montre un lieutenant avec la Croix de fer fraîchement décernée dans l'uniforme d'un cavalier bavarois (Ulan) des premiers jours de la Première Guerre mondiale.

Leutnant (Lt) désigne un grade d'officier subalterne dans les armées allemande, autrichienne et suisse.

## Allemagne

### Historique
Au XIXe siècle, avant 1871, le grade de Leutnant correspondait à celui de Unterleutnant, littéralement « sous-lieutenant » ou « second lieutenant ». Il fut remplacé ensuite par le grade de Leutnant qui est l'équivalent de sous-lieutenant dans l'Armée française actuelle. Ce grade fut utilisé dans la Deutsches Heer de 1871 à 1919, dans la Reichswehr de 1921 à 1935 et dans la Wehrmacht de 1935 à 1945. Il est utilisé dans la Bundeswehr depuis 1955. Dans la nomenclature des grades de l'OTAN, il correspond au code « OF1 », comme les lieutenants et les aspirants.

### Armée de terre et Armée de l'air
Dans l'Armée de terre et l'Armée de l’air allemandes selon l'ordre hiérarchique croissant, le grade de Leutnant est le premier grade d'officier subalterne. Équivalent au grade de sous-lieutenant, ou « second lieutenant », il est toujours utilisé dans la Bundeswehr. Ce grade est immédiatement inférieur au grade d’Oberleutnant qui correspond au grade de premier-lieutenant de l'Armée suisse, ou de lieutenant de l’Armée française actuelle.

### Marine
Leutnant correspond au grade de Leutnant zur See (Lt zS/LZS) dans la Marine allemande — la Deutsche Marine et antérieurement la Kriegsmarine — qui est un équivalent de l’enseigne de vaisseau de 2e classe de la Marine nationale française. Leutnant zur See est le grade immédiatement inférieur à Oberleutnant zur See, qui est l'équivalent de l’enseigne de vaisseau de 1re classe de la Marine nationale française.

### Schutzstaffel (Waffen-SS, Allgemeine-SS...)
Dans la SS, le grade équivalent à Leutnant était celui de Untersturmführer.

## Sources de la traduction
- (de) Cet article est partiellement ou en totalité issu de l’article de Wikipédia en allemand intitulé « Leutnant » (voir la liste des auteurs).

- (de) Cet article est partiellement ou en totalité issu de l’article de Wikipédia en allemand intitulé « Leutnant zur See » (voir la liste des auteurs).

- (de) Cet article est partiellement ou en totalité issu de l’article de Wikipédia en allemand intitulé « Dienstgrade der Bundeswehr » (voir la liste des auteurs).